# Йорк, Людвиг
Граф Иоганн Давид Людвиг Йорк фон Вартенбург (нем. Johann David Ludwig Graf Yorck von Wartenburg; 26 сентября 1759, Потсдам — 4 октября 1830, имение Кляйн-Эльс, округ Олау, Нижняя Силезия) — прусский генерал-фельдмаршал эпохи наполеоновских войн.

## Биография
Иоганн Давид Людвиг Йорк фон Вартенбург родился в семье капитана прусской службы, происходившего из кашубов и поменявшего фамилию Jark von Gostkowski на Yorck.

Герб графов Йорк фон Вартенбург

В 1772 году, в возрасте 13 лет, поступил юнкером в прусский пехотный полк, в 1777 году получил чин второго лейтенанта. В 1779 году выдвинул против своего капитана обвинение в воровстве, капитан Наурбах показывал покрывало алтаря, украденное из церкви войны за Баварское наследство, был обвинён в нарушении субординации, и в январе 1780 года исключён из службы и заключён в крепость Кёнигсберга на один год. После окончания заключения король Фридрих Великий отказал ему в продолжении службы, и он поступил на службу в швейцарский полк голландской армии в чине капитана и принял участие в ост-индских походах 1783—1784 годов.
В 1785 году вернулся в Пруссию и подал прошение о восстановлении на службе. В 1787 году получил от нового короля Фридриха Вильгельма II патент на чин капитана и должность командира роты. В 1792 году произведён в майоры, во время Польского похода 1794—1795 командовал батальоном и отличился в сражении при Щекоцинах. В 1797 году получил в командование егерский полк, в 1805 году произведён в полковники и назначен командиром бригады. Столь успешная (по прусским меркам) карьера отражала его заслуги в деле модернизации егерской службы и приведения её на уровень требований того времени.
В русско-прусско-французской войне 1806—1807 годов командовал авангардом герцога Веймарского. После получения известия о катастрофе при Йене и Ауэрштедте отошёл к Гарцу, где соединился с Блюхером. Прикрывая отход Блюхера на север от Эльбы, 26 октября дал бой при Альтенцауне (нем. Altenzaun), в котором разбил французов, проявив незаурядное тактическое мастерство. Это была первая победа над французами после поражения при Йене. В последнем бою Блюхера в той войне, данном 6 ноября на улицах Любека, Йорк был ранен и взят в плен. В июне 1807 года его обменяли на одного французского генерал-адъютанта, и за успешные действия в войне пожаловали чин генерал-майора и орден Pour le Mérite.
После войны он принял деятельное участие в реформировании прусской армии, занимая должности командира Западнопрусской бригады, генерал-инспектора лёгких войск (1810) и генерал-губернатора сначала Западной Пруссии (1811 год), а затем Восточной Пруссии.
В 1812 году он, будучи уже генерал-лейтенантом, заменил «заболевшего» генерала Граверта (резко настроенного против французов) на должности командира прусского вспомогательного корпуса, входившего в состав 10-го французского корпуса Макдональда, и принял участие в походе против России, действуя на Рижском направлении (без особого рвения).
Во время отступления из России Йорк командовал арьергардом войск Макдональда, был отрезан от последнего и окружён русскими войсками под командованием Дибича. Находясь под давлением своих офицеров и полагая, что наступило время отделиться от Наполеона, Йорк на свой страх и риск заключил 18 декабря (по старому стилю) с русскими известную Таурогенскую конвенцию, согласно которой его корпус стал придерживаться «нейтралитета». Король поначалу приказал отрешить его от командования корпусом и предать суду военного трибунала за самоуправство, но последующие события помешали исполнению этого приказа. Дибич отказался пропустить посланцев короля через свои войска, и после перехода Пруссии на сторону союзников с Йорка были сняты все обвинения, а его корпус стал основой новой прусской армии. 17 марта 1813 года, в день когда прусский король объявил войну Наполеону и его союзникам, Йорк во главе своего корпуса торжественно вошёл в Берлин.
В военных действиях 1813—1814 годов против французов Йорк принимал деятельное и выдающееся участие. Он прикрывал отход Блюхера после Бауцена и сыграл решающую роль в сражение на реке Кацбах.
Особенно отличился он 23 сентября 1813 года в бою под Вартенбургом, где разбил Бертрана и позволил тем самым Блюхеру форсировать Эльбу на пути к Лейпцигу. За этот бой он 10 декабря 1813 года награждён российским орденом Св. Георгия 2 класса (№ 59), а в марте 1814 года был возведён в потомственное графское достоинство с приставкой фон Вартенбург и пожалован поместьем Кляйн-Эльс около Бреслау, принадлежавшем прежде Мальтийскому ордену.
После этого он участвовал в Осаде Меца и Битве народов, получил 1 января 1814 года чин генерала инфантерии, прикрыл отступление разбитого корпуса Остен-Сакена после Монмираля, внёс решающий вклад в победу при Лаоне и участвовал во взятии Парижа. 31 марта 1814 года был награждён Большим крестом Железного креста.
В кампанию 1815 года он командовал V корпусом, находившемся в качестве резерва на Эльбе. Боевой генерал, почувствовав себя обиженным, подал прошение об отставке.
Король долго не мог забыть о его заслугах и 5 мая 1821 года пожаловал ему высший воинский чин генерал-фельдмаршала, а 10 апреля 1830 года посетил пожалованное ему поместье, где старый ветеран проводил остаток жизни.
Похоронен в семейной усыпальнице, в парке имения Кляйн Эльс, Нижняя Силезия (Шлезия).
Его внук граф Ганс Людвиг Максимильян граф Йорк фон Вартенбург (1850—1900) также посвятил свою жизнь служению отечеству; будучи военным атташе долго жил при германском посольстве в Санкт-Петербурге и был женат на русской; пользовался симпатией русских в военных и придворных кругах. Правнуком был немецкий философ Пауль Йорк фон Вартенбург, а праправнуком — юрист Петер Йорк фон Вартенбург, участник заговора против Гитлера.

## Награды
Королевства Пруссия:
- Орден «Pour le Mérite» (18 июня 1807)[4]; дубовые листья (10 июня 1813)[5]
- Орден Чёрного орла (31 августа 1813)[6]
- Орден Красного орла 1-го класса (как кавалер ордена Чёрного орла)
- Железный крест, большой крест (1814)[7]

Российской империи:
- Орден Святого Александра Невского (6 марта 1813)[8]
- Орден Святого Владимира 2-й степени (20 мая 1813)[9]
- Орден Святого Георгия 2-го класса (10 декабря 1813)[10]

## Память
- Во многих немецких городах Йорку поставлен памятник или бюст и имеется улица, названная в его честь (нем. Yorckstraße).
- В Калининграде его горельеф размещён на Закхаймских воротах. Воздвигнутый в 1913 году памятник Йорку в Кёнигсберге был утрачен после Второй мировой войны.
- Австрийский кинорежиссёр Густав Учицки снял о нём художественный фильм «Йорк»/«Yorck» (1931)
- Его имя получил ряд боевых кораблей Военно-морского флота Германии.

Памятники
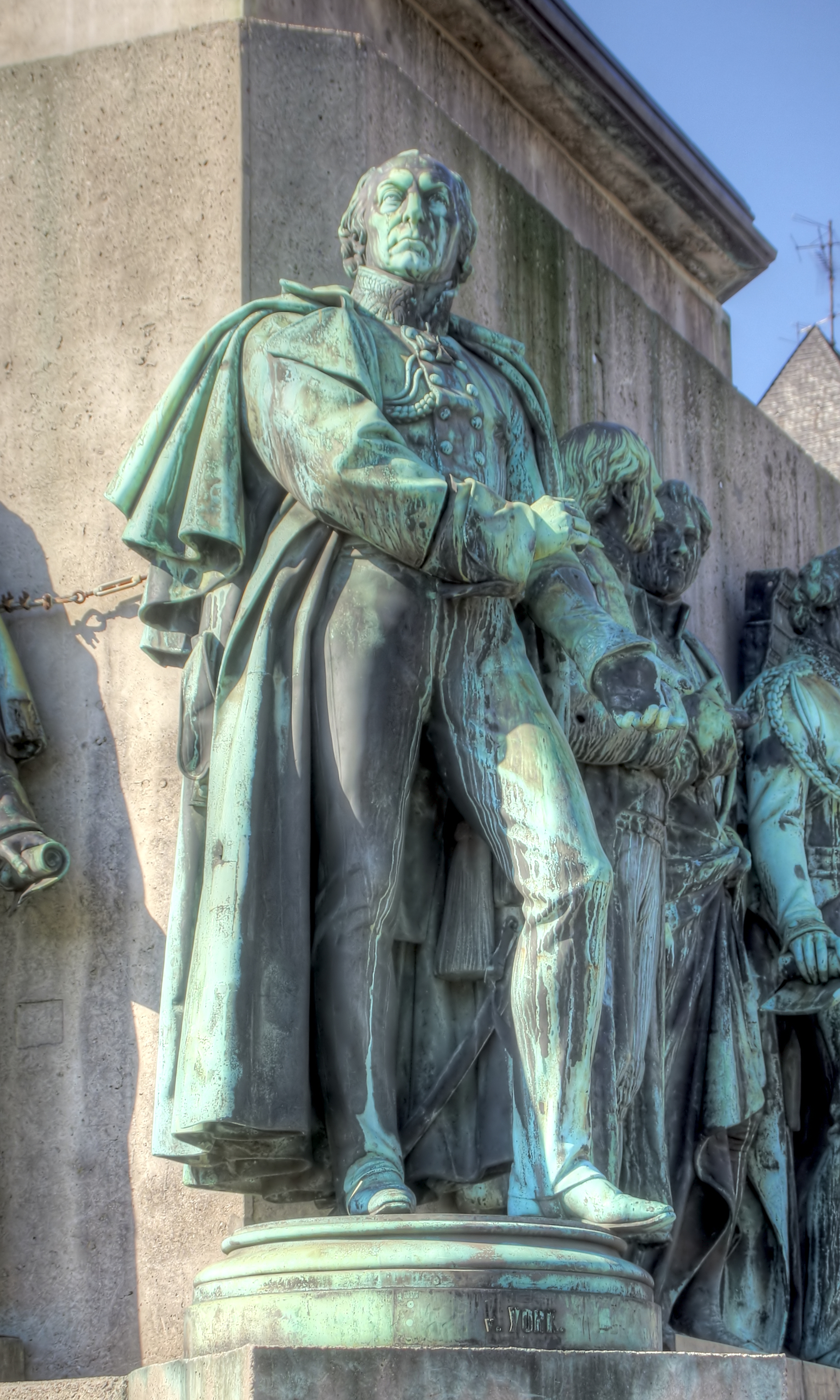
Памятник Йорку в Кёльне
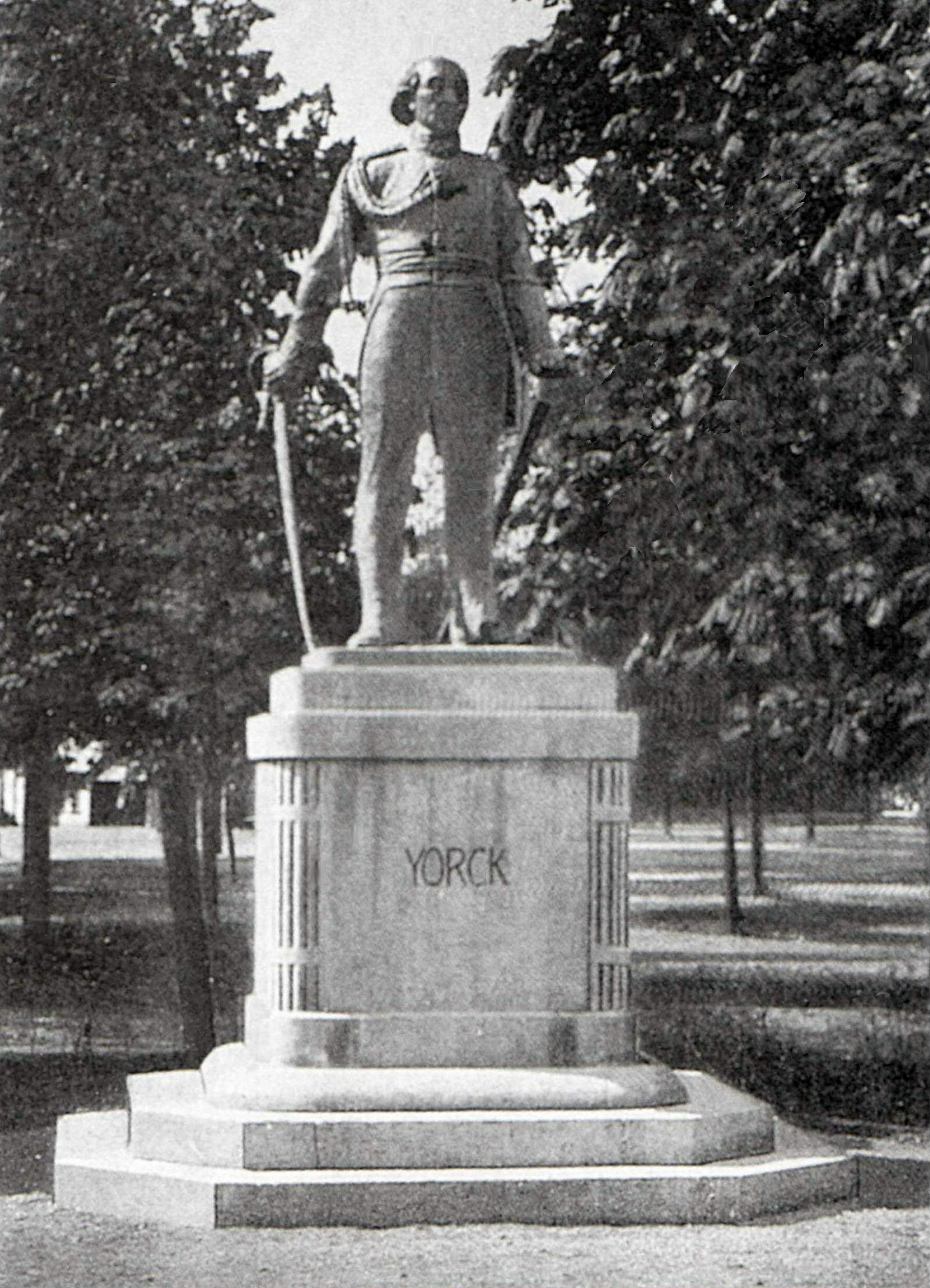
Памятник в Кёнигсберге (утрачен)
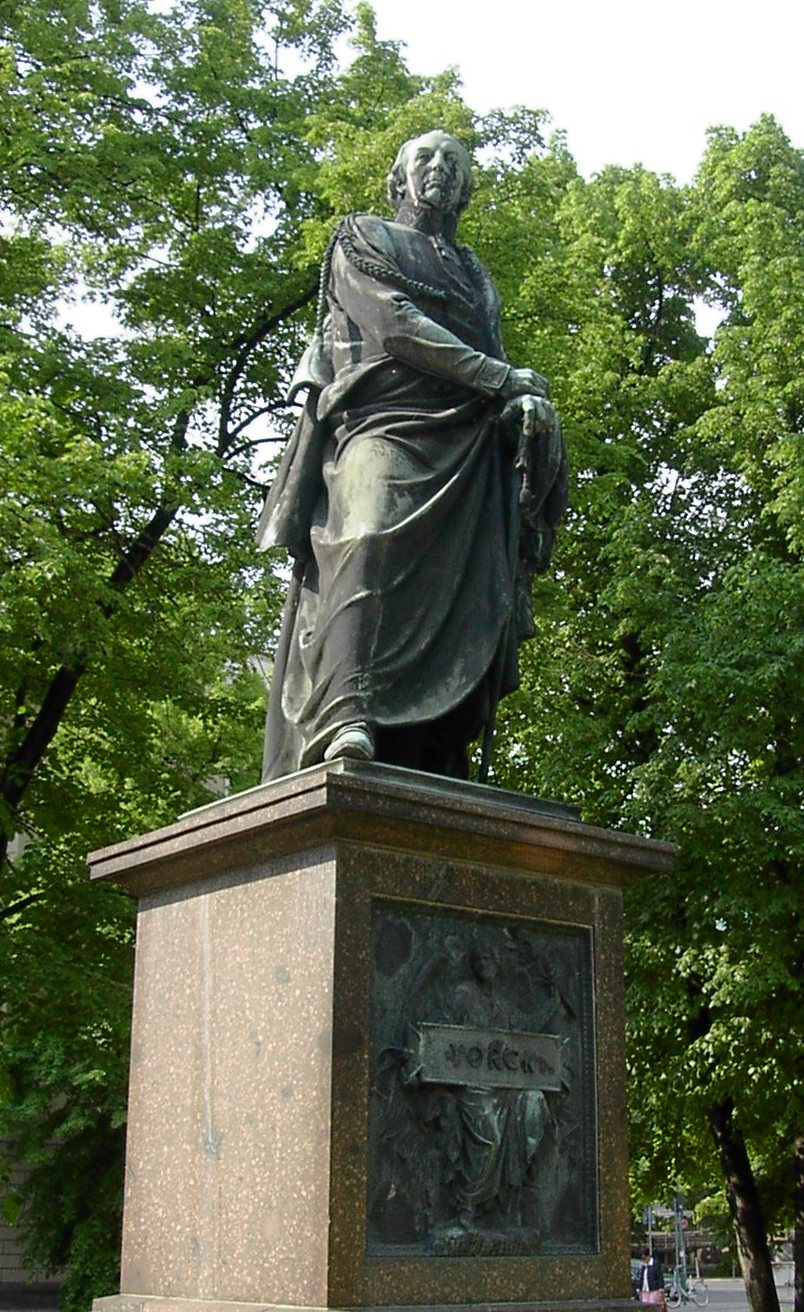
Памятник Йорку на улице Унтер-ден-Линден в Берлине